# .ss
.ss è il dominio di primo livello nazionale assegnato al Sudan del Sud.
È amministrato dalla National Communication Authority (NCA).